# 米格爾·亞胡雷
米格爾·安赫爾·亞胡雷（Miguel Angel Yajure，1998年5月1日—）是一名委內瑞拉職業棒球投手，目前效力於日本職棒（NPB）東京養樂多燕子。亞胡雷於1998年5月1日出生，2015年以國際自由球員身分與紐約洋基簽約。他於2020年在美國職業棒球大聯盟（MLB）首次亮相，成為第一位穿上大聯盟球衣號碼89的球員，這是MLB最後一個未被使用的球衣號碼。在2021賽季開始前，他被交易至匹茲堡海盜。

## 职业生涯

### 纽约洋基队
亞胡雷於2015年3月以國際自由球員身分與紐約洋基隊簽約，獲得了30,000美元的合約。 他在當年以17歲之齡首次亮相職業棒球，加入多明尼加夏季聯盟的洋基隊，並在14場比賽中以投出57局、0勝2敗、1.42的防禦率和0.926的WHIP的表現，取得了職業生涯的初登板。 他在2016年轉戰墨西哥灣沿岸聯盟，於9場比賽（包括6場先發）中投出31.1局，獲得1勝2敗，防禦率為2.87。
亞胡雷在2017年因進行TJ手術而缺席比賽。 他在2018年回歸，效力於A級別的查爾斯頓河狗隊（Charleston RiverDogs），在14次先發登板中投出64.2局，獲得4勝3敗，防禦率為3.90。
亞胡雷在2019年一開始效力於A級別的坦帕塔彭斯隊（Tampa Tarpons），之後被提升到AA級別的特倫頓雷霆隊（Trenton Thunder）進行了兩次先發登板。在這兩支球隊之間，他在138.2局的比賽中，共出場24場（其中20場為先發），獲得9勝6敗，防禦率為2.14，這領先了所有小聯盟的投手（最少125局）。 他在這段期間取得了133次三振，排在洋基隊小聯盟投手中的第二位。 在佛羅里達州州聯盟中，他以122次三振排名第二，勝場數排名第八，並且每9局只保送2名打者。 在2019賽季結束後，他被選為2019年佛羅里達州州聯盟季後全明星隊成員。賽季結束後，Baseball America將他列為洋基隊小聯盟球員中的第11名，並被評為所有洋基隊小聯盟投手中控球最好的一位。  洋基隊於2019年11月將亞胡雷列入40人名單，以保護他免於受到Rule 5選秀的影響。 
亞胡雷在2020年8月31日對陣坦帕灣光芒隊時首次登上大聯盟的投手丘，以救援身份亮相。他投出三局無失分，完成了兩次三振和三次保送。他穿上號碼89的球衣，這是MLB最後一個未被使用的球衣號碼。在2020年與紐約洋基隊的三次救援出場中，亞胡雷取得了1.29的防禦率，在七局的比賽中奪得八次三振，將大聯盟的打者限制在0.130的打擊率。 

### 匹兹堡海盗队
在2021年1月24日，洋基隊將亞胡雷、羅安西·康特雷拉斯（Roansy Contreras）、邁克爾·埃斯科托（Maikol Escotto）和卡南·史密斯-恩吉格巴（Canaan Smith-Njigba）交易至匹茲堡海盜隊，換取投手詹姆森·泰隆（Jameson Taillon）。 在2021年6月24日，亞胡雷因右前臂/肘部不適被放入60天傷兵名單。 他在2021年為海盜隊出場四次（其中三場先發），防禦率為8.40，在15局中奪得11次三振。他還在印第安納波利斯印第安斯（Indianapolis Indians）的三A級別球隊中參加了九場比賽，取得了3.09的防禦率，在43.2局的九次先發中獲得2勝3敗的戰績。
在2022年9月14日，亞胡雷取得了他職業生涯的第一次救援。在對陣辛辛那提紅人隊的救援登板中，他在三局的比賽中接連被擊出兩支安打，保送一名打者，完成兩次三振，並讓對手獲得兩分。在2022年球季中，亞胡雷在印第安納波利斯印第安斯（Indianapolis Indians）和匹茲堡海盜隊之間分時期投球。在印第安納波利斯，他主要擔任先發投手，共出場16場比賽（其中14場為先發），獲得4勝4敗，防禦率為6.09，投出54.2局。在匹茲堡，他主要擔任救援投手，在12場比賽中（其中一場為先發），獲得1勝1敗，防禦率為8.88，投出24.1局。在小聯盟中，直到2022年，他平均每9局被擊出8.2支安打，0.5支全壘打，保送2.4名打者，三振7.9名打者。

### 旧金山巨人队
在2022年12月2日，亞胡雷被舊金山巨人隊通過選手豁免順位簽下。 然而，在12月13日，亞胡雷被移出40人名單，被下放到三A級的沙加緬度河貓隊（Sacramento River Cats）。 他在2023年的球季中，分別效力於A級別的聖荷西巨人隊（San Jose Giants）、高級A級別的尤金翡翠隊（Eugene Emeralds）和三A級別的沙加緬度河貓隊。在22次亮相中（其中19次為先發），亞胡雷在工作了75又2/3局的比賽中，表現不佳，獲得2勝6敗，防禦率為6.07，三振80名打者。在2023年球季結束後的11月6日，他選擇成為自由球員。

### 东京养乐多燕子队
在2023年12月6日，亞胡雷與日本職業棒球的東京養樂多燕子隊簽約。

## 投球风格
亞胡雷以他的控球能力而聞名。他擁有四種球種，包括截至2020年有時能達到97英里的快速球、彎曲球、切割球和一個出色的變速球。